# Средний формат

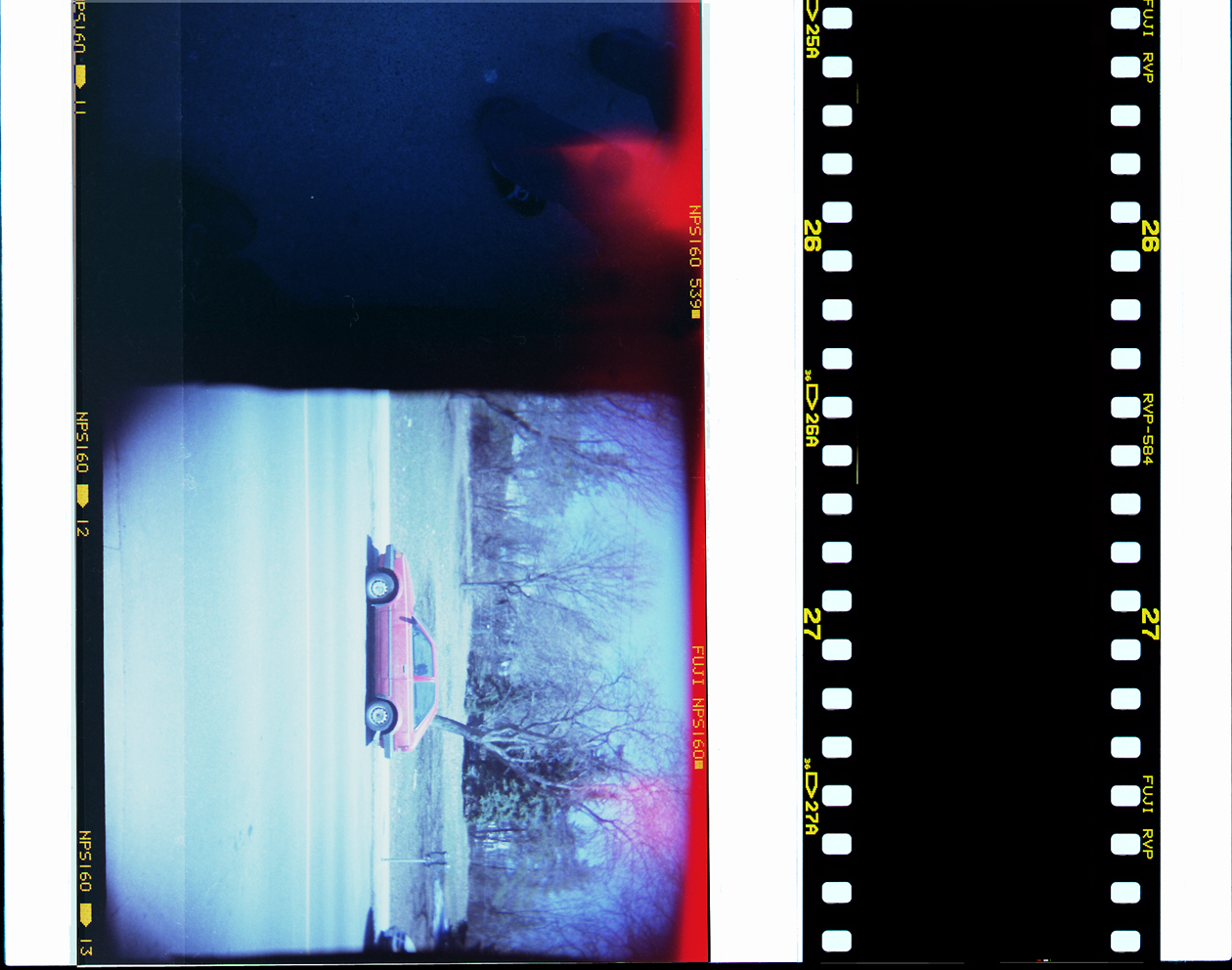
Сравнение среднеформатной фотоплёнки (тип 120, 220) и 35-мм фотоплёнки

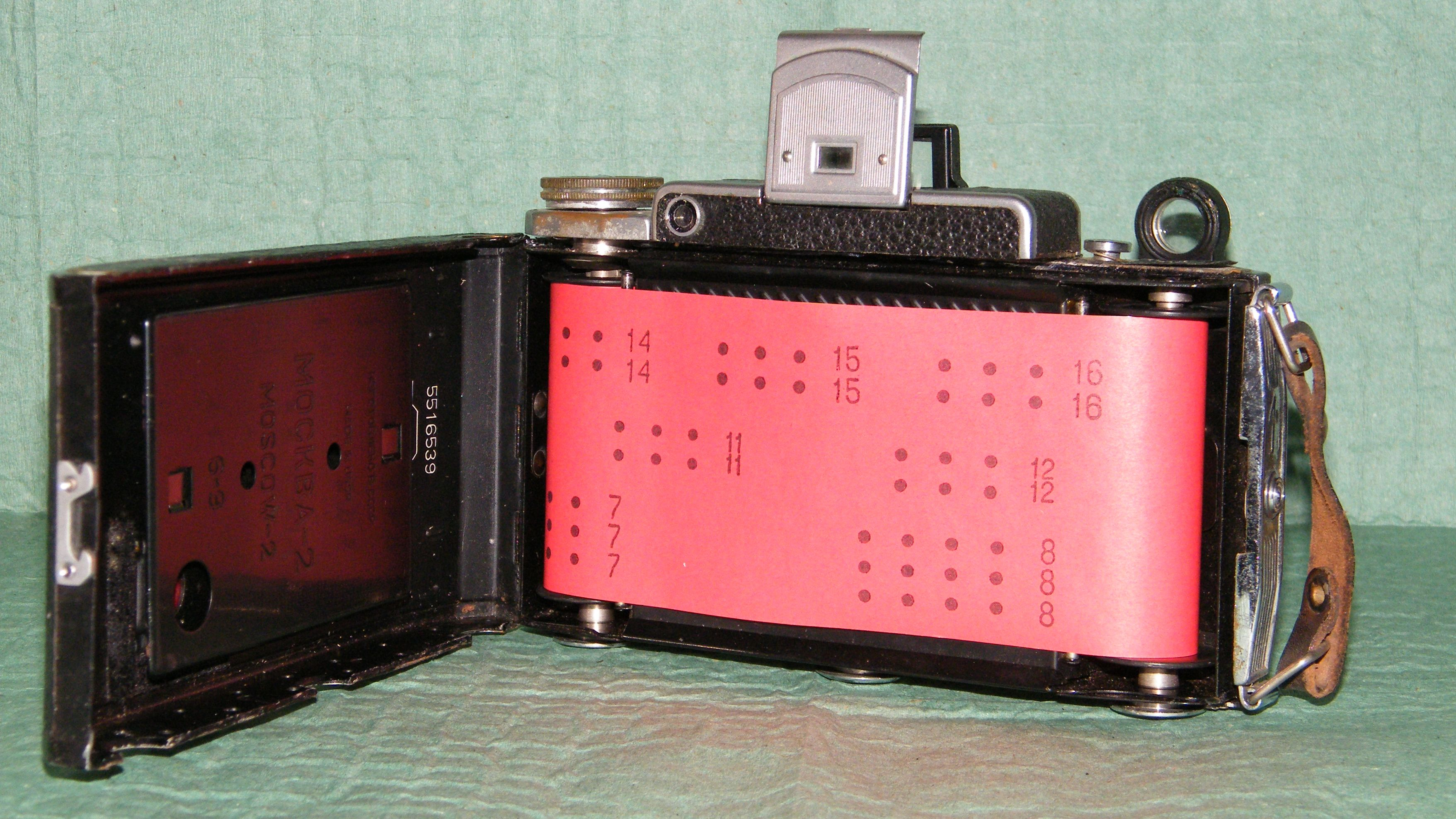
Плёнка типа 120 в фотоаппарате «Москва-2»

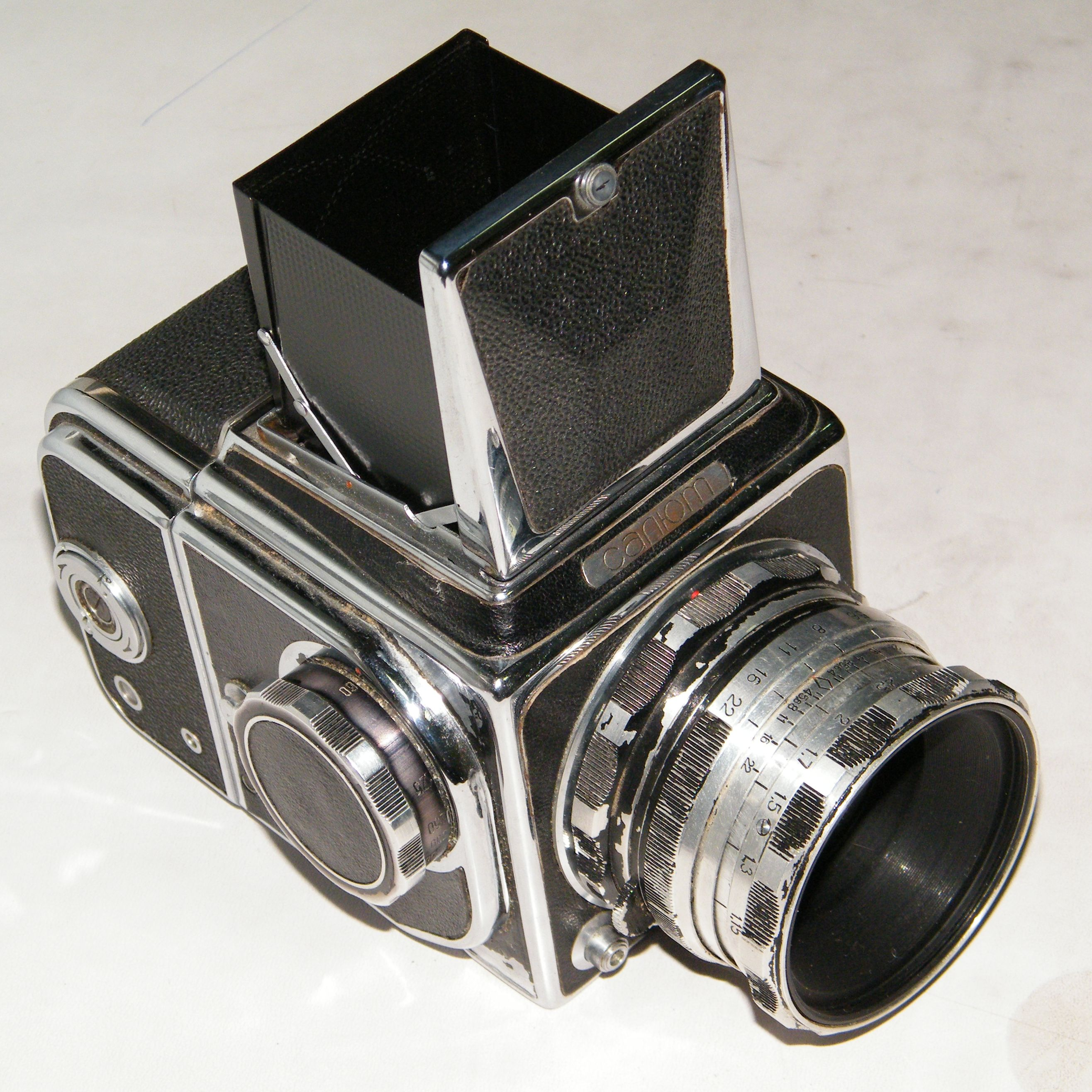
Однообъективный зеркальный фотоаппарат «Салют» модульной конструкции

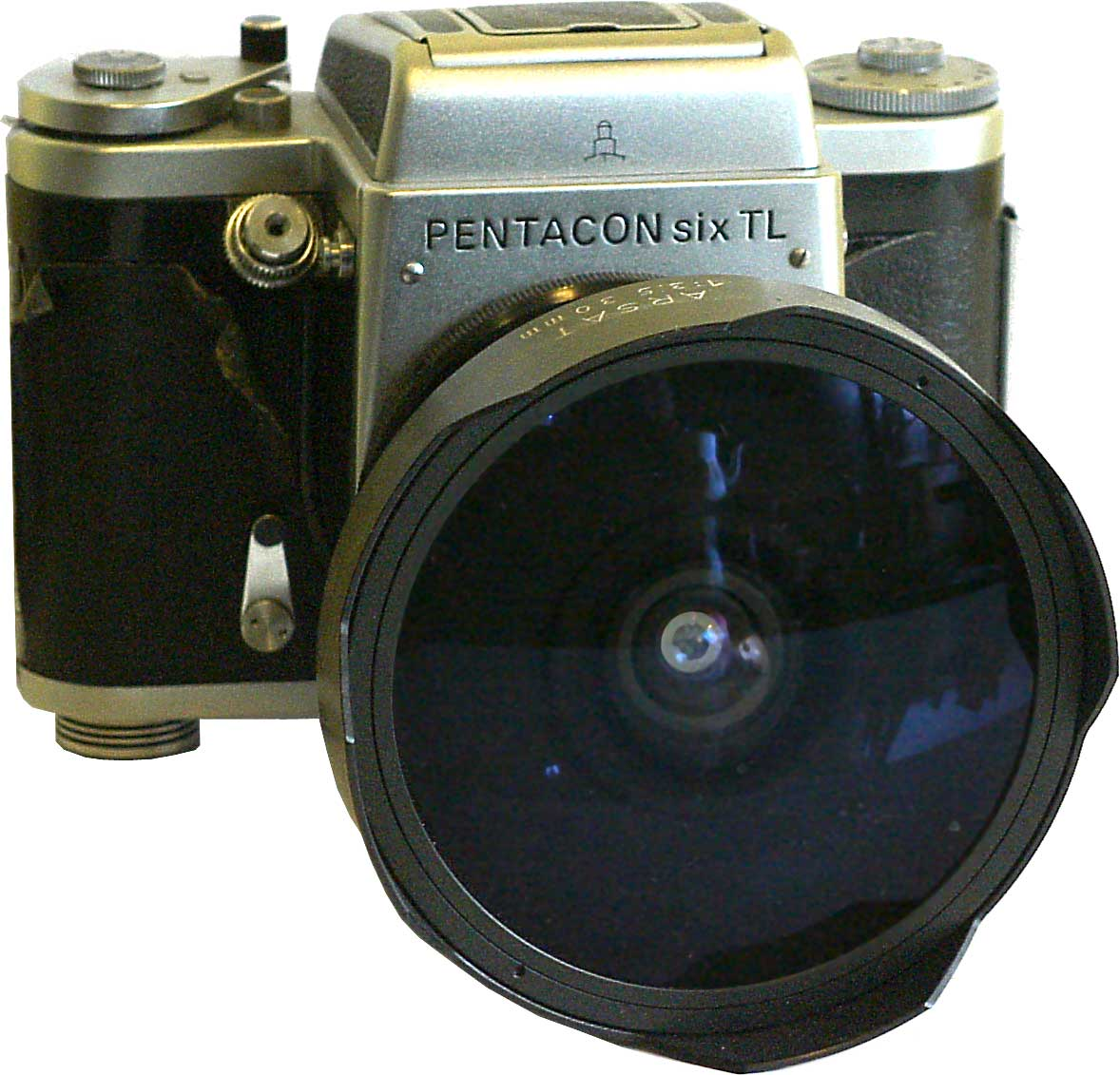
Однообъективный зеркальный фотоаппарат «Pentacon Six» классической конструкции

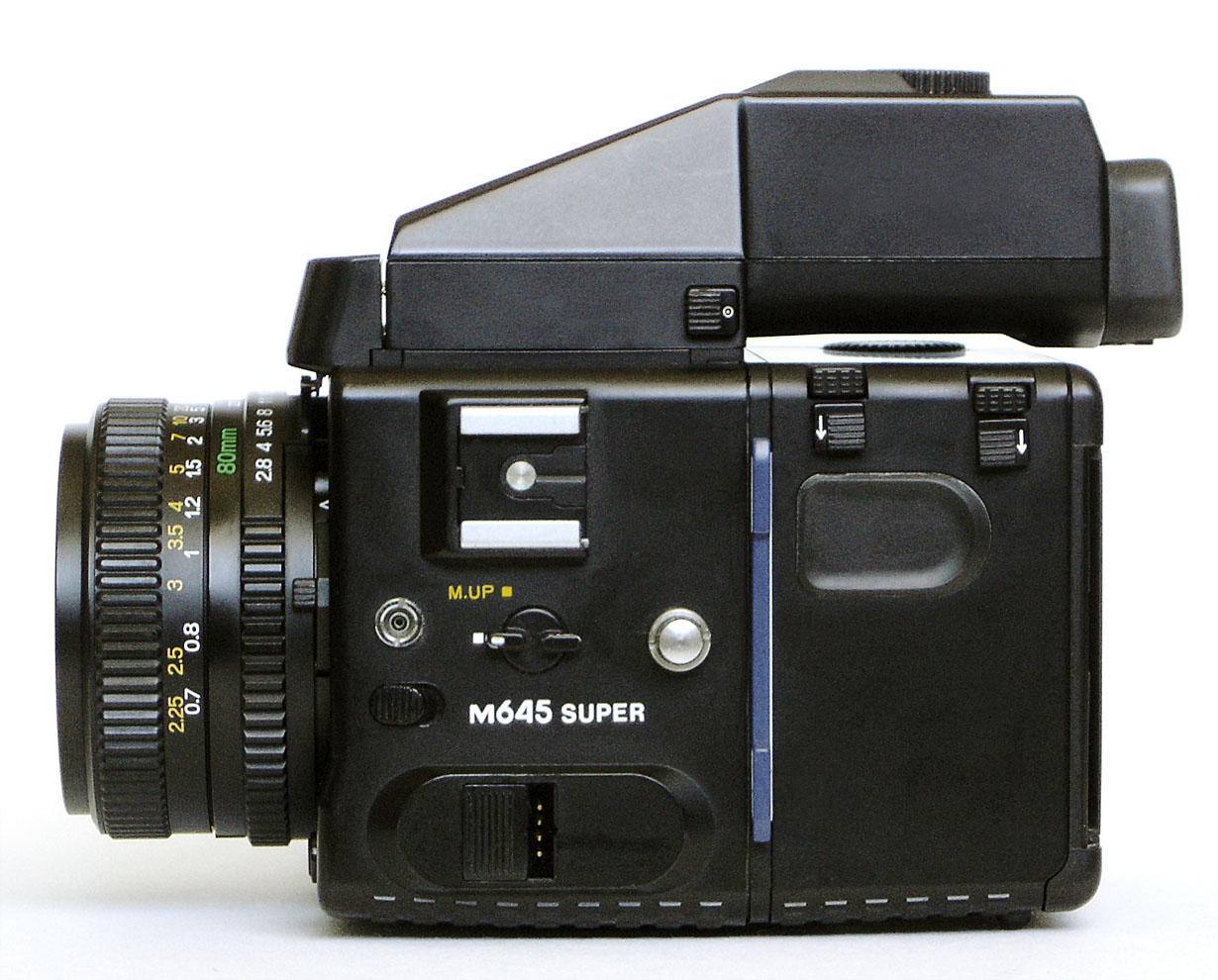
Однообъективный зеркальный фотоаппарат Mamiya 645

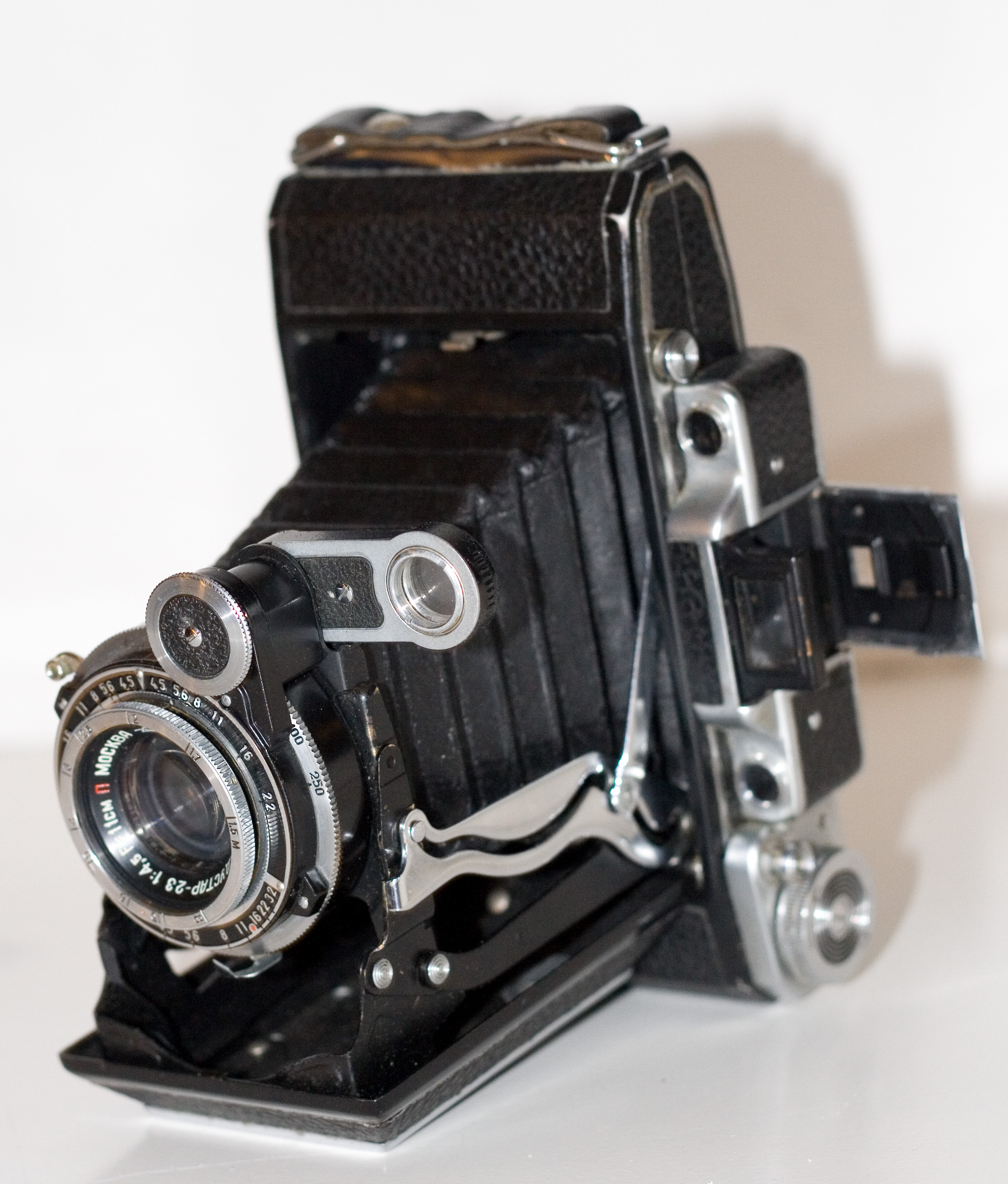
Дальномерный фотоаппарат «Москва-2» складной конструкции

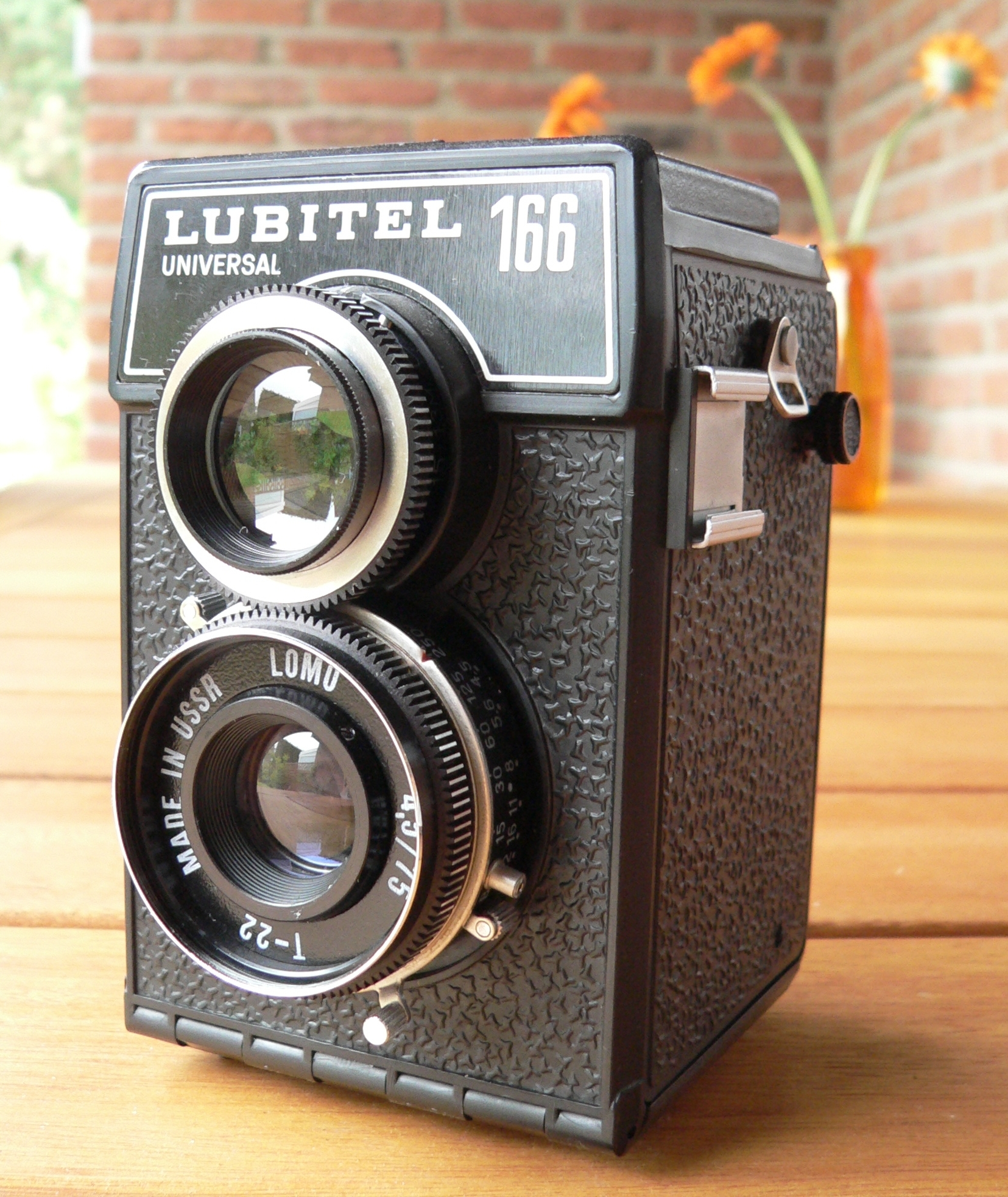
Двухобъективный зеркальный фотоаппарат «Любитель-166 универсал»

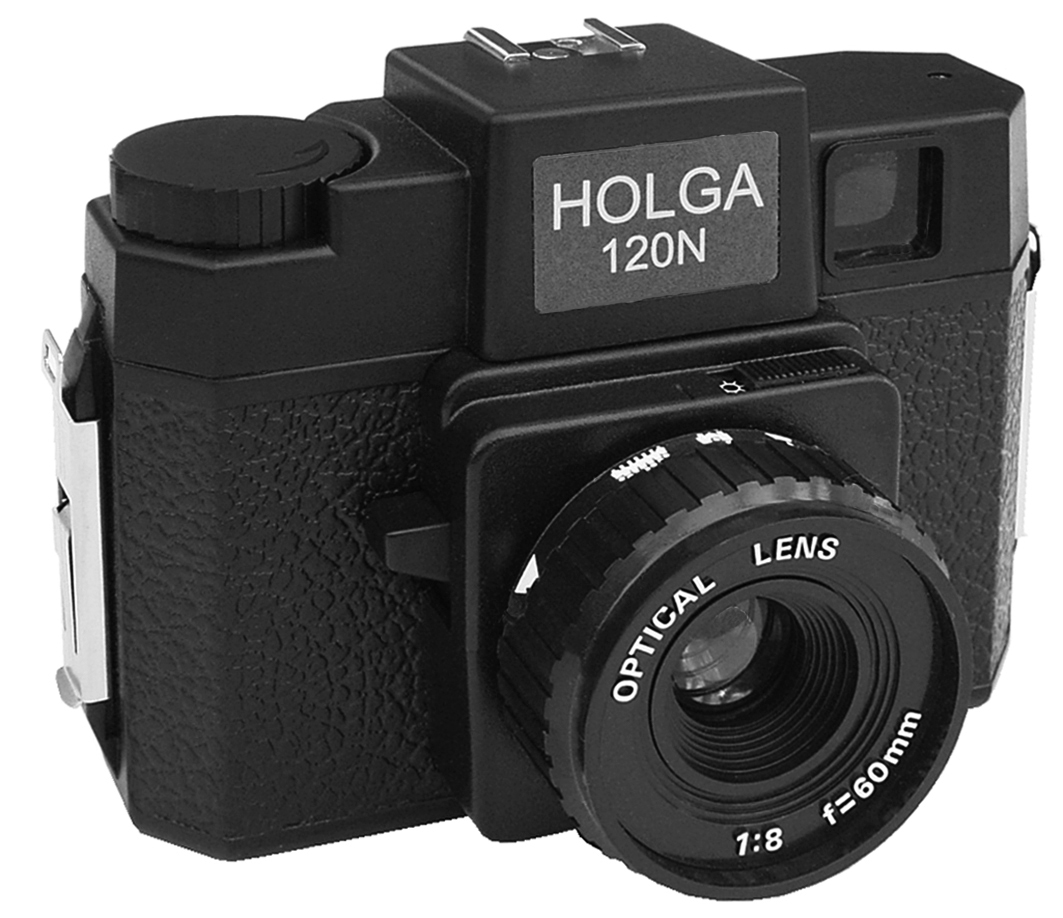
Шкальный фотоаппарат «Holga», (Китай)

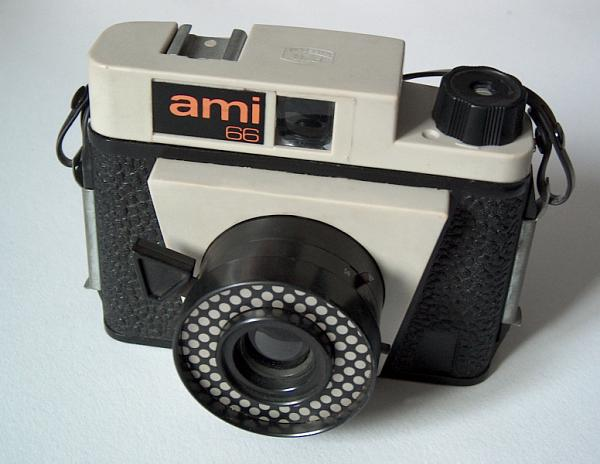
Простейший фотоаппарат
«Ami 66», (Польша)

Средний формат — класс фотоаппаратуры с размером кадрового окна от 4,5×6 сантиметров до 6×9 см, рассчитанной на листовую или роликовую фотоплёнку.
По типу применяемого фотоматериала и, соответственно, размеру кадра все фотоаппараты принято классифицировать на четыре основных группы: крупноформатные с размером кадра 9×12 см и большим, среднеформатные, малоформатные, полуформатные и миниатюрные, рассчитанные на плёнку 16-мм.
В цифровой фотографии среднеформатными считаются фотоаппараты с размером фотоматрицы большей, чем «полнокадровая» (24×36 мм).
В среднеформатной аппаратуре чаще всего используются плёнка типа 120 и плёнка типа 220 (рольфильм). Все остальные типы таких фотоматериалов в настоящее время вышли из употребления.

## Плёнка и фотоматрица
Надо отметить, что и для 35-мм плёнки имеются отдельные системы (например, панорамные фотоаппараты «Горизонт» или «Hasselblad X-pan»), делающие кадры бо́льшего размера, чем стандартные 24×36 мм, но эту аппаратуру не причисляют к среднему формату.
В то же время, цифровые камеры с размером матрицы более 24×36 мм причисляют к среднеформатным. Чаще всего, это плёночные среднеформатные камеры, в которых съёмная кассета для плёнки заменяется цифровым задником. К таким относятся «Hasselblad HxD», «Leaf Credo», «Phase One P». Реже этот класс представлен неразъёмными камерами: «Leica S2», «Mamiya DL28» и его близнец «Pentax 645». Размеры матриц в задниках достаточно различны и могут иметь прямоугольную или квадратную форму. Размер ячейки обычно колеблется от 9 до 6 микрон, что крупнее среднестатистической зеркальной цифровой камеры, основанной на стандартах 35-мм плёнки. Максимальный размер кадра имеют 80-мегапиксельные матрицы в цифровых задниках Phase One  53,7×40,4 мм. Это немного меньше младшего плёночного среднего формата 6×4,5 см, у которого размер кадра примерно 56×41 мм в зависимости от конкретной модели. Существуют матрицы более крупного размера, применяемые в спутниковых фотоаппаратах, но промышленные камеры обычно имеют другую классификацию.
В среднем формате приняты несколько стандартов размера кадра: 6×4,5 см, 6×6 см, 6×7 см, 6×8 см, 6×9 см, 6×12 см, 6×17 см и некоторые другие, основанные на шестисантиметровой плёнке, также используются и другие нестандартные. Исторически средний формат появился как более лёгкая альтернатива листовой плёнке формата 9×12 см, 13×18 см и 18×24 см — большому формату. Средний формат использовался первоначально репортёрами в конце XIX и первой половине XX века для облегчения процесса съёмки, потом его во многом заменила 35-мм плёнка, а в современном мире большинство фотожурналистов снимает на цифровые камеры.

## Особенности среднего формата
Главным преимуществом среднего формата над узкой плёнкой или цифровой камерой является большая информационная ёмкость. При той же разрешающей способности фотоэмульсий кадр большой площади регистрирует значительно большее количество деталей и обеспечивает более плавные тональные переходы. При этом, фокусные расстояния среднеформатных объективов больше, чем малоформатных. Так, для размера кадра 6×6 см нормальным считается объектив с фокусным расстоянием 80 мм, а для кадра 6×9 — 110 мм. Благодаря этому получаемая глубина резкости значительно меньше при тех же относительных отверстиях, что в некоторых случаях более выигрышно, особенно при портретной съёмке. В то же время невозможность получить резкое изображение протяжённых в глубину сцен, что в некоторых случаях неприемлемо, превращает эту особенность формата в его недостаток. В среднем формате применяются те же сорта плёнки что и в малоформатной фотографии и, за счёт большего размера, кадры требуют меньшего увеличения при печати или сканировании, а снимки получаются менее зернистыми.
Недостатками среднего формата считаются большие габариты фотоаппаратуры, следствием которых становятся большой вес камер и частое требование штатива. Складная конструкция среднеформатной аппаратуры, позволяющая придать ей компактность при переноске, снижает оперативность съёмки и вынуждает носить камеру в разложенном состоянии. Подавляющее большинство среднеформатных фотоаппаратов приспособлены, в основном, для студийной съёмки, поэтому в них как правило, отсутствует автофокус. Для съёмки удалённых объектов требуются объективы значительно больших фокусных расстояний, более тяжёлых и громоздких, чем малоформатные аналоги с такой же светосилой. Габариты лентопротяжного тракта и особенности «рольфильма» ограничивают скорость съёмки с моторным приводом до 1,5—2 кадров в секунду, а большой размер файла среднеформатных цифровых задников также не позволяет снимать с большой частотой. В связи с этим среднеформатные фотоаппараты ограниченно пригодны для репортажной съёмки и практически неприемлемы при съёмке спорта.
В среднем современная среднеформатная камера дороже малоформатной в несколько раз, за исключением недорогих двухобъективных зеркальных, простейших или специальных любительских конструкций.
Примером таких простых среднеформатных камер могут служить ломографические камеры: «Holga», «Diana», «Diana+», «Belair X 6-12».

## Типы среднеформатных фотоаппаратов
Существуют следующие типы среднеформатных фотоаппаратов:
- однообъективные зеркальные (SLR) («Киев-88», «Киев-60 TTL», «Салют», «Hasselblad 500C», «Hasselblad 200», «Contax 645AF», «Mamiya RZ», «Mamiya 645», «Pentax 645»)
- двухобъективные зеркальные (TLR) («Любитель», «Любитель-166В», «Rolleiflex», «Flexaret», «Mamiya C»)
- дальномерные (RF) («Москва», «Искра», «Mamiya Six»)
- шкальные фотоаппараты (viewfinder) («Voigtländer Bessa 66», «Москва-1», «Эстафета»)
- бокс-камеры («Школьник», «Этюд», «Kodak Brownie»)
- пресс-камеры (Press camera)

## Мировые производители
- Agfa
- Balda — Фотоаппараты «Balda»
- Bronica
- Contax
- Diana
- Fujifilm
- Fotoman
- Graflex
- Hasselblad
- Holga
- Horseman
- Kowa
- Mamiya
- Meopta
- Pentax
- Petri Camera
- Phase One
- Rollei, Rolleiflex
- Seagull Camera
- Voigtländer
- Leica

## Среднеформатные фотоаппараты СССР
- Красногорский механический завод — Красногорский завод имени С. А. Зверева
  - «Москва-1», «Москва-2», «Москва-4», «Москва-5», «Искра», «Искра-2», «Юнкор», панорамный «Горизонт-205»
- Киевский завод «Арсенал»
  - «Киев-6С», «Киев-6С TTL», «Киев-60», «Киев-60 TTL», «Arax-60», «Arax-645»
  - «Салют», «Салют-С»,
  - «Киев-88», «Киев-88 TTL», «Arax»
  - «Киев-90»
- ГОМЗ — ЛОМО
  - «Комсомолец», «Нева»
  - «Любитель», «Любитель-2»
  - «Спутник»
  - «Любитель-166», «Любитель-166В», «Любитель-166 универсал»
  - «Эстафета»
- БелОМО
  - «Школьник», «Этюд»
  - «Эстафета»
  - «Ракурс-670» и «Ракурс-672»